# Postmaterialisme
El postmaterialisme és una tendència de canvi cultural identificada pel politòleg i sociòleg Ronald Inglehart com a resultat de l'augment general de la seguretat econòmica i el creixement econòmic.
El treball de Inglehart en els últims temps s'ha basat en un ambiciós estudi comparatiu internacional anomenat Enquesta Mundial de Valors (World Values Survey). Inicialment Ronald Inglehart, va idear l'escala de postmaterialisme el 1970, exposada en el seu llibre "The Silent Revolution" (1977), i amb ella pretenia mesurar objectivament el canvi de valors en les societats contemporànies. El treball de Inglehart aporta nombroses evidències que les societats actuals tendeixen a una societat basada més en idees d'autorrealizació i participació ("postmaterialisme") que estadis anteriors en què l'ampliació de la seguretat econòmica i la seguretat ciutadana ("materialisme") ocupaven un espai més prominent als programes electorals a la fi dels anys 1970 i principis dels anys 1980. Inglehart argumenta convincentment que les "societats postmaterialistes" emergeixen després d'una "societat materialista" d'escassetat, mitjançant l'anàlisi de la "orientació dels valors individuals".
El concepte va ser aplicat a Espanya des de 1988 en els treballs de Juan Díez Nicolás, qui va publicar "L'escala de Postmaterialisme com a mesura del canvi de valors en les societats contemporànies" en el 2000.
L'origen de l'escala va ocórrer en sis països de la Comunitat Europea, que després de la prosperitat que va seguir la II Guerra Mundial, i en l'absència de guerres totals, van sofrir canvis estructurals d'orientació des de la seguretat física i econòmica a una altra més expressiva.

## Caracterització dels valors postmaterialistes
L'escala d'actitud pretén examinar el grau d'identificació dels enquestats pel que fa als valors materialistes i als valors postmaterialistes. Aquesta escala inclou 12 qüestions en les quals es pregunta a l'enquestat si constitueixen una prioritat per a ell:
(Grup 1)
1. Mantenir l'ordre al país.
2. Lluitar contra la pujada de preus.
3. Mantenir una economia estable.
4. Lluitar contra la delinqüència.
5. Mantenir una alta taxa de creixement econòmic.
6. Procurar que el país tingui unes forces armades poderoses.

(Grup 2)
1. Donar a la gent més oportunitats de participar en les decisions que concerneixen al seu treball i a la seva comunitat.
2. Donar a la gent més oportunitats de participar en les decisions polítiques importants.
3. Protegir la llibertat d'expressió.
4. Procurar que les nostres ciutats i el camp siguin més bonics.
5. Aconseguir una societat menys impersonal i més humana.
6. Progressar cap a una societat en la qual les idees siguin més importants que els diners.

El primer grup expressa ideals típicament materialistes (materials) i els segons típicament postmaterialistes (immaterials). Aquest qüestionari repetit des dels anys 70 fins a l'actualitat ha revelat un canvi cultural en un procés caracteritzat per la preferència de prioritats del primer grup a prioritats del segon grup (cosa que entre altres aspectes es reflecteix en les programes electorals dels partits):
1. Quan l'enquesta es va aplicar el 1970 i es va repetir el 1971, els resultats van ser molt semblants (encara que només es van usar quatre dels 12 ítems, el 1973 es va repetir una vegada més el resultat amb els 12 ítems). En aquest moment el percentatge de ciutadans amb prioritats principalment materialistes estava entre el 20-40% segons els països. El percentatge de persones amb prioritats postmaterialistes estava entre el 7-14%.
2. Uns deu anys més tard, ja en la dècada dels 80 les persones amb prioritats postmaterialistes havia augmentat, encara que no es va trobar cap país en què els postmaterialistes superessin en nombre a les persones amb prioritats materialistes.
3. En l'Enquesta Mundial de Valors, de 1991, les persones amb prioritats postmaterialistes superaven a les quals tenien prioritats materialistes als països de major desenvolupament econòmic, és a dir, en països amb major renda per capita i major seguretat material i econòmica. (Aquesta última enquesta comprenia 43 països que superaven el 75% de la població mundial).

## Explicació del gir postmaterialista
La teoria del postmaterialisme es fonamenta en dues hipòtesis: la d’escassetat, i la de socialització. La hipòtesi d’escassetat diu que les persones es concentren a resoldre primer les necessitats urgents, i fins que no les han resolt, no es preocupen per les altres. Quan ja s'han assegurat les necessitats més bàsiques, les persones es preocupen per satisfer altres necessitats menys materials i més expressives, com les relacions socials, la qualitat de vida o l’auto-realització.
La hipòtesi de socialització diu que les persones que han patit privació material o inseguretat en la seva joventut, queden marcades i al llarg de la vida valoraran els aspectes materials que els van mancar. Per altra banda, les persones que viuen amb abundància material en la seva etapa vital inicial, donen per establerts i normals els objectius materials que preocupen més els seus pares i els seus avis, i es fixen en altres.

## El canvi de valors a Espanya
A Espanya, el canvi d'orientació cap als valors postmaterialistes està en relació directa amb la classe social, quant, més alta i que hagi estat sotmesa a un procés d'informació. Els valors espirituals són més importants com més gran és la classe social i l'exposició a la informació creix. La relació amb l'edat és negativa. L'edat és millor predictor que l'educació. El benestar material no és el causant de la raó (justificació) dels moviments mediambientals. El sistema de valors, cultura, són instruments d'adaptació.
Hi ha certa estabilitat en el sistema de valors amb canvis lents. La pertinença al voluntariat és petita. Els més joves són postmaterialistes. El nivell educatiu i la posició social té diferent valor predictiu. La importància de la família creix amb el materialisme. El postmaterialisme i la posició social si que té a veure amb l'interès per la política. Postmaterialisme i posició social no coincideixen. El postmaterialisme té a veure amb la discriminació, com a grau de molèstia cap a un grup. El nombre de conclusions, gràfiques i taules és exhaustiu.

### Els resultats per a Espanya l'any 2000
El canvi d'orientació cap a valors postmaterialistes està en relació amb la classe social, com més alta, i que hagi estat sotmesa a un procés d'informació. Els valors espirituals són més importants com més gran és la classe social i l'exposició a la informació creix.
La relació amb l'edat és negativa o inversa i amb l'educació a l'inrevés.
L'edat és millor predictor que l'educació.
El benestar material no és el causant de la raó (justificació) dels moviments mediambientals.
Quant al sistema de valors, cultura, que són instruments d'adaptació en l'ecosistema social. Hi ha certa estabilitat en el sistema de valors amb canvis lents i és per un canvi generacional. Hi ha una equiparació entre material i espiritual a la classe de molt alta posició.
Els valors postmaterials no coincideixen amb les creences religioses tradicionals, que són més pròpies de la perifèria social.
La pertinença al voluntariat és petita.
La solidaritat no depèn del postmaterialisme ni de la posició social.
La posició social és millor predictor que l'estatus socioeconòmic o que la ideologia.
Els més joves són postmaterialistes.
El nivell educatiu i la posició social té diferent valor predictor.
La importància de la família creix amb el materialisme.
El postmaterialisme i la posició social alta si que tenen a veure amb l'interès per la política.
El postmaterialisme té a veure amb la discriminació com a 'grau de molèstia cap a un grup' o rebuig.
Hi ha una correlació negativa entre postmaterialisme i atur.
L'estudi és un disseny longitudinal fix, amb anàlisi de pautes o 'path analysis', anàlisis gràfiques, matrius de correlacions, regressions, amb taules, índexs prioritaris, referències d'objectius, diacrònic i anàlisi literal comentada exhaustiu.

## Estudi dels valors postmaterialistes a Catalunya
A Catalunya, el Centre d'Estudis d'Opinió ha realitzat un estudi descriptiu i comparatiu dels valors postmaterialistes i com els condicionants sociològics (sexe, edat, estudis, origen, residència, classe social...) afecten a l'estructura de valors de les persones. Aquest estudi va donar els següents resultats l'any 2007:
- El 28% dels catalans són materialistes, és a dir, trien com a primera i segona opció de resposta temes materialistes: la lluita contra l’alça de preus, i mantenir l’ordre a la nació.
- Una majoria del 54% adopta un perfil mixt, combinant una opció materialista amb una altra de postmaterialista.
- El grup de postmaterialistes, aquells que es decanten per augmentar la participació ciutadana i protegir la llibertat d’expressió, arriben al 18%. Per tant, els materialistes avantatgen en 10 punts els postmaterialistes.
- El nombre de materialistes ha pujat respecte al 2000 degut a la preocupació creixent per la inflació. Una part dels mixtes passa al grup de materialistes. Però es manté bastant constant el nombre de postmaterialistes.
- Els resultats són similars als obtinguts a Espanya i els del 2007, amb els de França del 2000.
- El perfil dels més postmaterialistes són els que tenen ingressos mensuals per sobre els 4.000 euros a la seva llar, no creients o agnòstics, més sociables que la majoria, amb estudis universitaris de grau superior, classe mitjana alta o alta, i que han fet 18 anys entre l’any 2000 i el 2007.
- El perfil dels materialistes són els vidus i divorciats, els que van fer 18 anys abans de 1950 o entre 1950 i 1959, els practicants de religions diferents de la catòlica, de classe baixa, sense estudis o amb estudis primaris, més gran de 65 anys i menys sociables que la majoria.